# Palais Schönburg

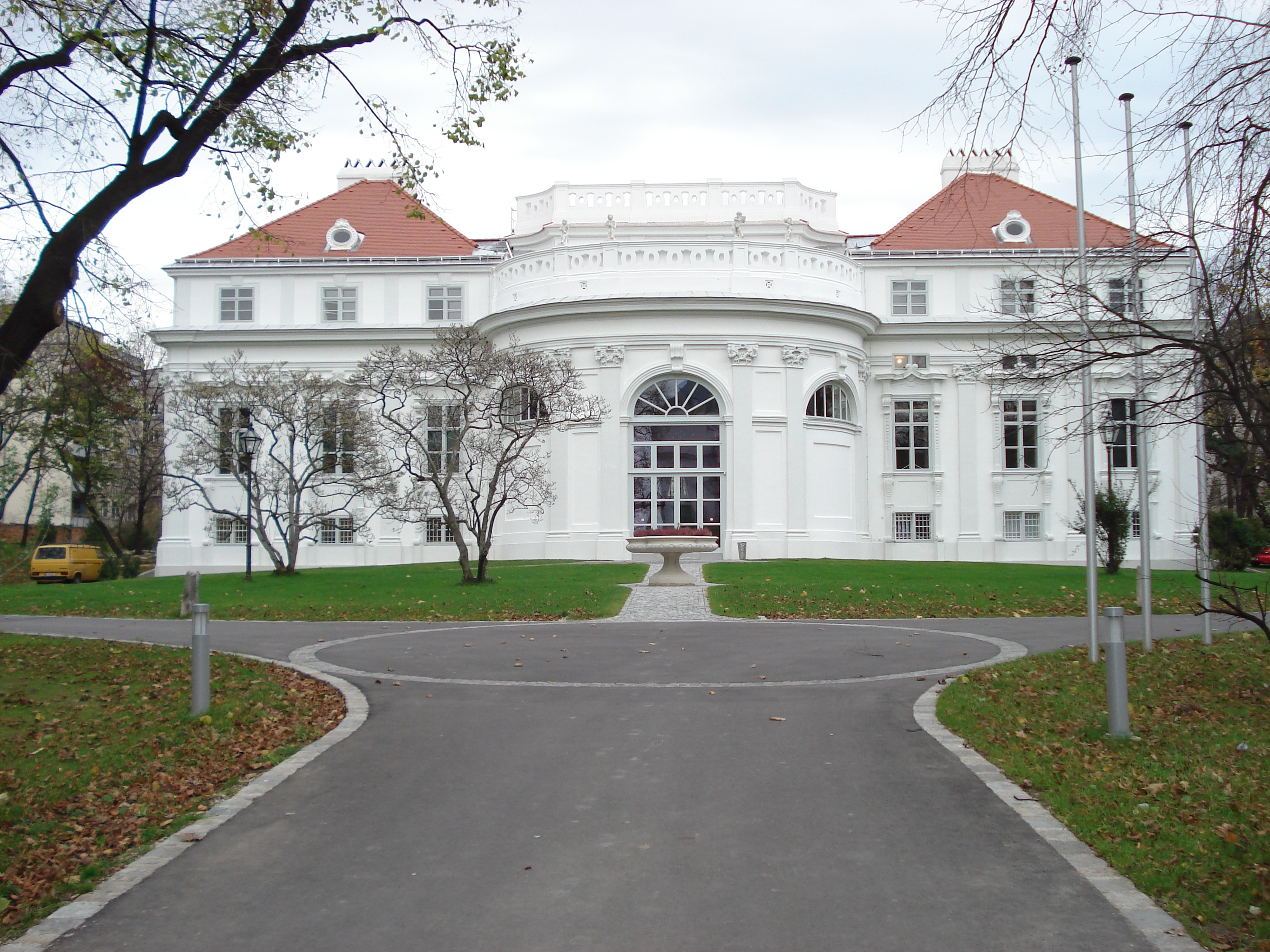
Palais Schönburg in Wien

Das Palais Schönburg (auch: Palais Schönburg-Hartenstein und Palais Starhemberg-Schönburg) ist ein Palais im 4. Wiener Gemeindebezirk Wieden in der Rainergasse 11.

## Geschichte

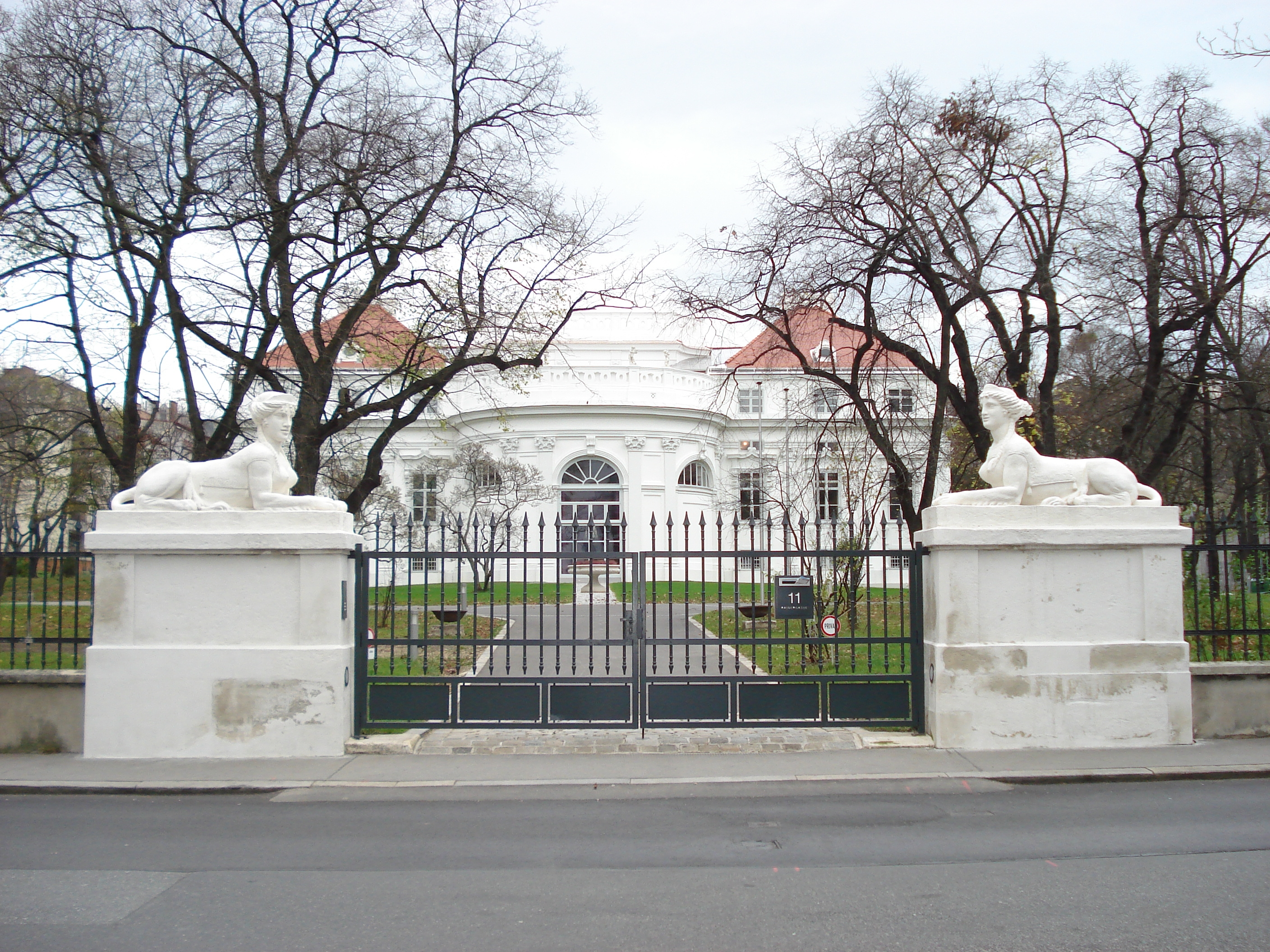
Palais und Portalanlage, von der Rainergasse aus gesehen

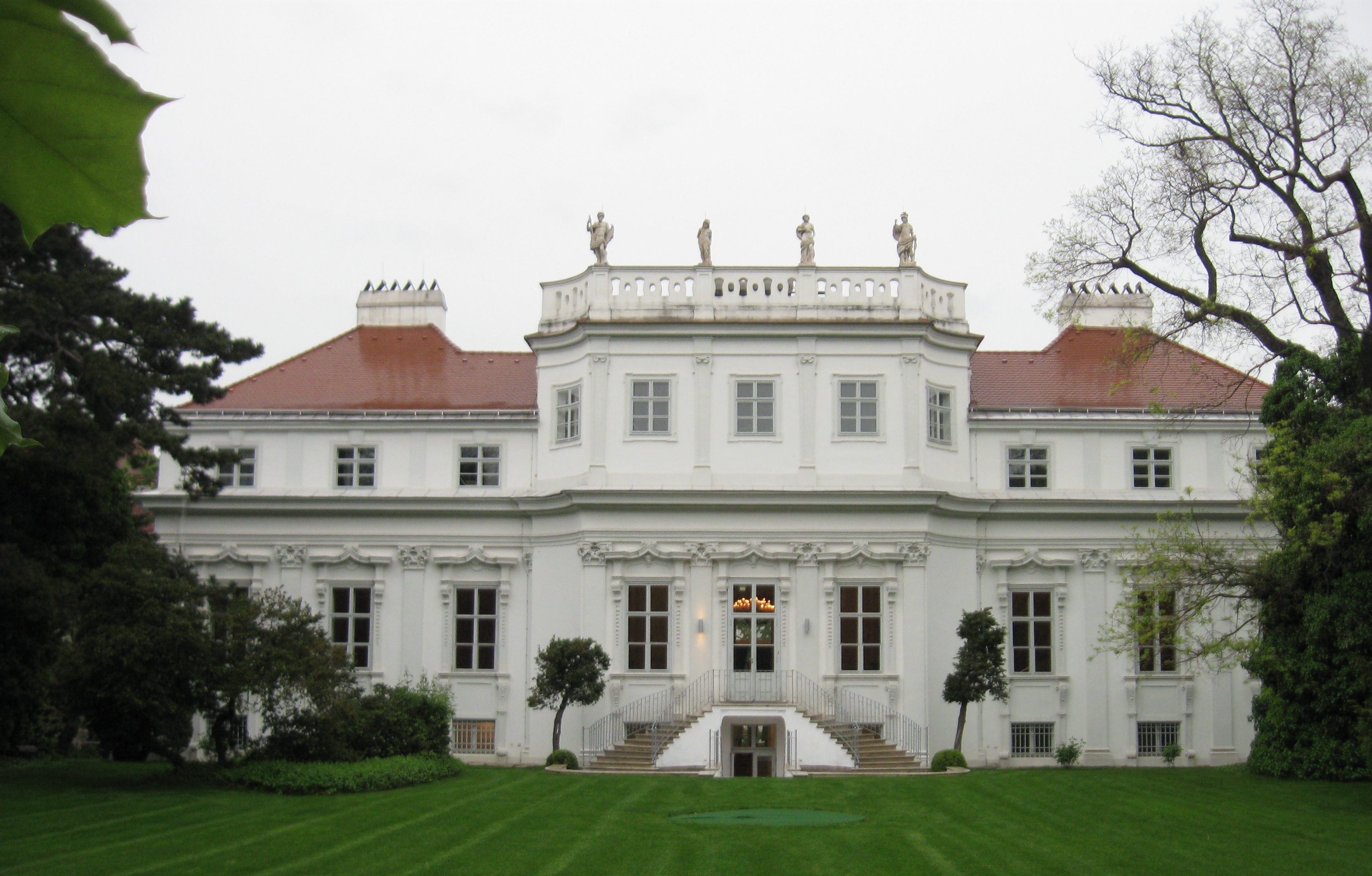
Ansicht vom Park

Der Finanzfachmann Gundaker Thomas Starhemberg ließ von 1705 bis 1706 ein barockes Palais auf einem seit 1450 im Besitz der Familie Starhemberg befindlichen Grundstück in der damaligen Vorstadt Wieden nach Entwürfen von Johann Lucas von Hildebrandt errichten.
Im Jahr 1811 ging das Palais in den Besitz von Joseph Nepomuk Graf Keglevich de Buzin über, der es mit dem Architekten Franz Jäger um- und ausbauen ließ. Um 1841 erwarb die Familie Schönburg-Hartenstein das Palais und ließ die Räume – mit Ausnahme der Bibliothek – umgestalten.
In den 1970er Jahren verkauften zwei von drei Erben ihre Anteile an die Conti-Bank. Nach deren Konkurs übernahmen die Maschinenhandelsunternehmer Marian und Danek Gertner das Palais und veranlassten die verbleibende Schönburg-Erbin mittels Teilungsklage zum Ausscheiden im Jahr 1979. Danach versuchten sie jahrzehntelang, das Objekt durch Aus- und Umbau des renovierungsbedürftigen Gebäudes als Hotel kommerziell zu nützen. Dies scheiterte letztlich am Denkmalschutz und am massiven Widerstand von Bürgerinitiativen und Anrainern gegen den hierbei geplanten Ausbau der Seitentrakte. Dadurch schritt der Verfall des Gebäudes weiter fort.
Nach einer Generationenablöse in der Besitzerfamilie wurde zu Beginn des 21. Jahrhunderts das Palais im Zuge einer Generalsanierung weitestgehend in den Originalzustand versetzt und zu einer „Eventlocation“ adaptiert. Die Sanierungsarbeiten, bei denen unter anderem die Fassade und das Dach restauriert sowie die umgebende Parkanlage revitalisiert wurden, dauerten von 2007 bis 2008 und wurden vom Bundesdenkmalamt und dem Wiener Altstadterhaltungsfonds finanziell mitgetragen. Das Palais bzw. einzelne Räumlichkeiten und die Gartenanlage können seit Juli 2008 für Veranstaltungen gemietet werden.

## Architektur
Der Gartenpalast präsentiert sich als ein langgestrecktes Rechteck, das in seiner Mittelachse durch ein Queroval gegen den Vorhof erweitert wird. Das breitgezogene, mehr als ein Drittel der Palastfront einnehmende Vestibül mit einer hohen Attika war ursprünglich durch drei große, von Doppelpilastern getrennte Rundbogentore zum Außenraum hin geöffnet. Dies wurde mittlerweile geschlossen. In das Vestibül wurden beidseitig Treppenarme eingebaut, die zum Prunksaal emporführen. Die Stufen sämtlicher Stiegenanlagen, auch von zwei schmalen Wendeltreppen, sind aus dem harten Kaisersteinbrucher Kaiserstein.

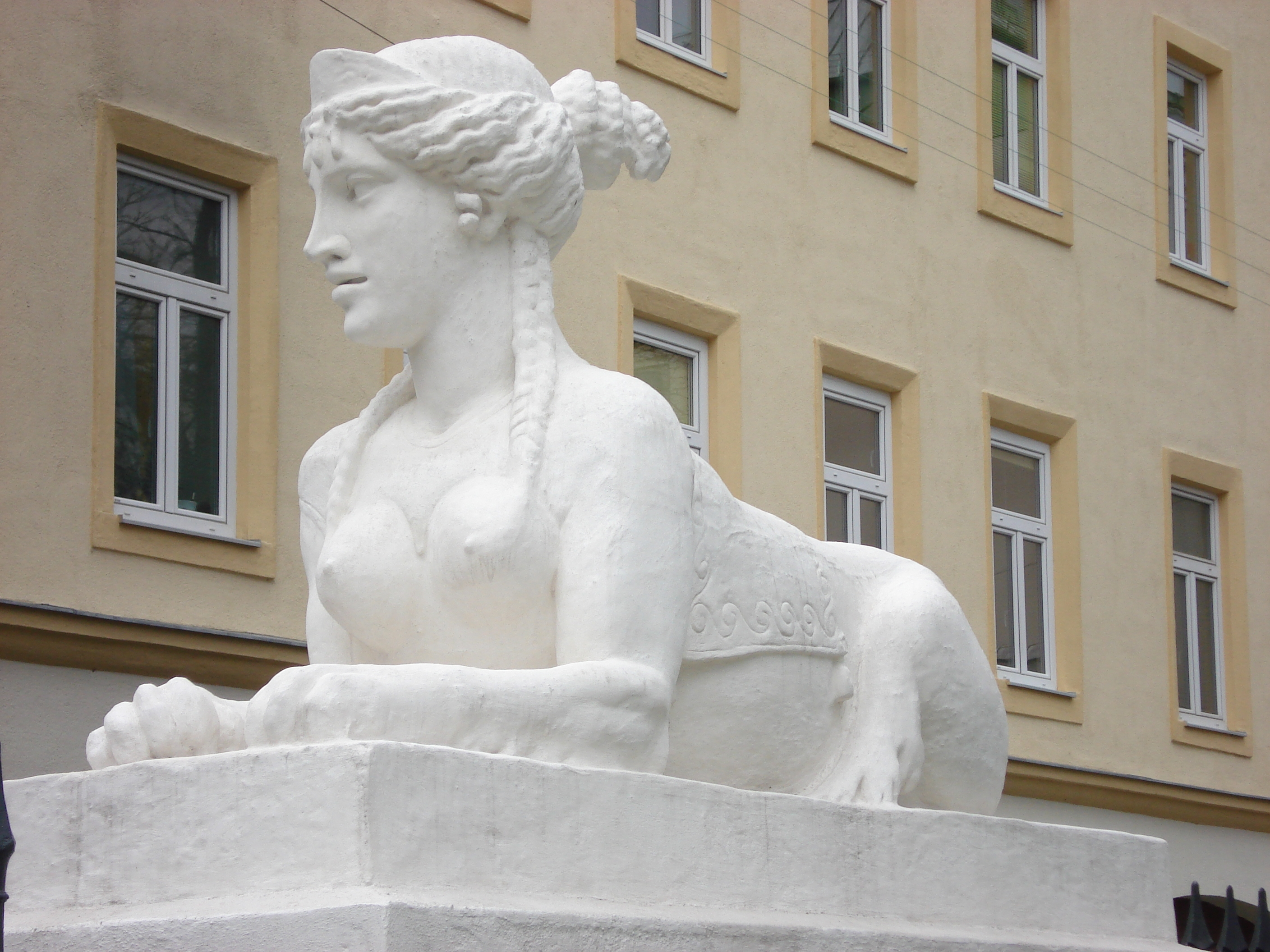
Sphinx als Torwächterin
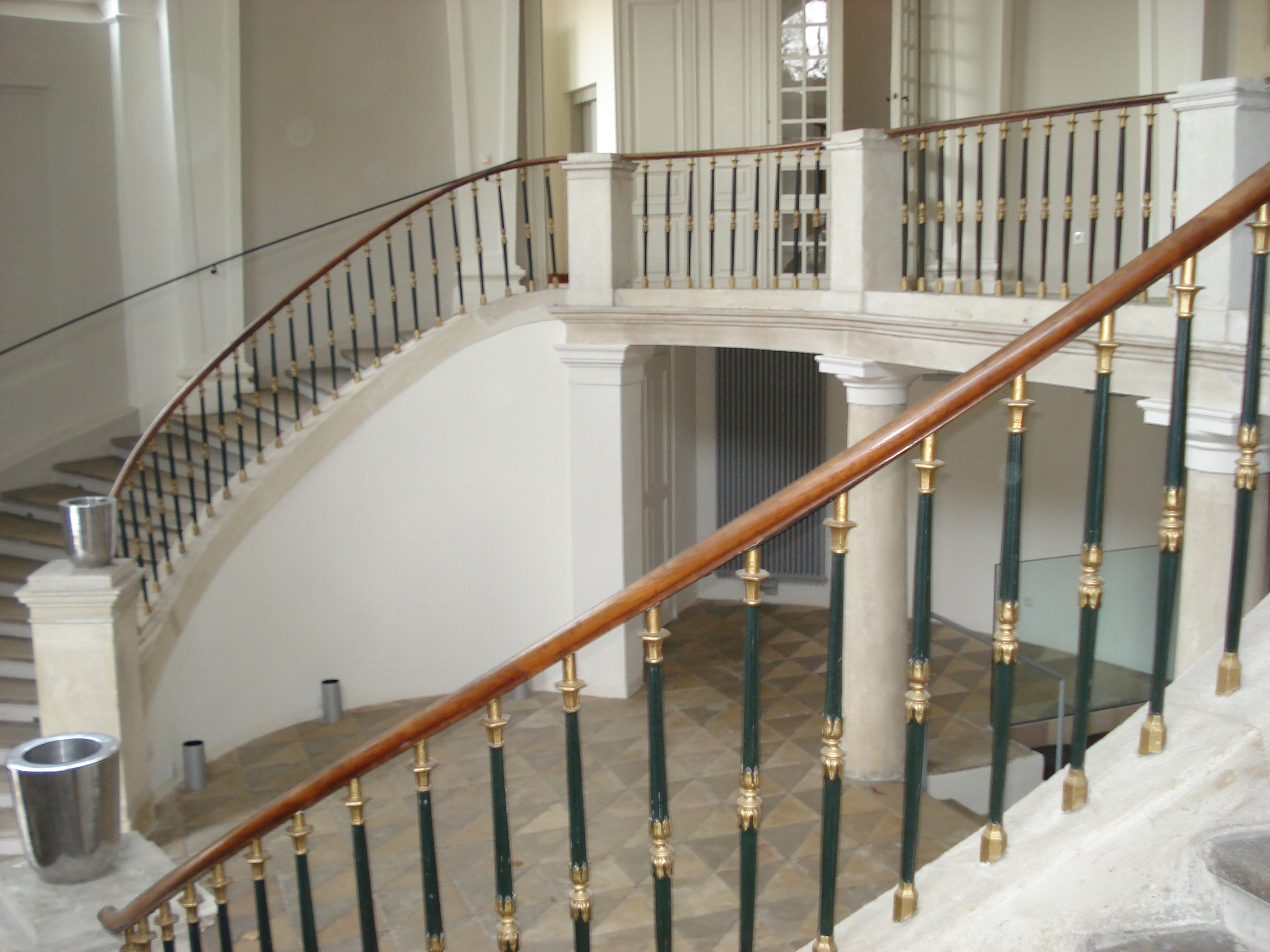
Zweiarmige Treppe
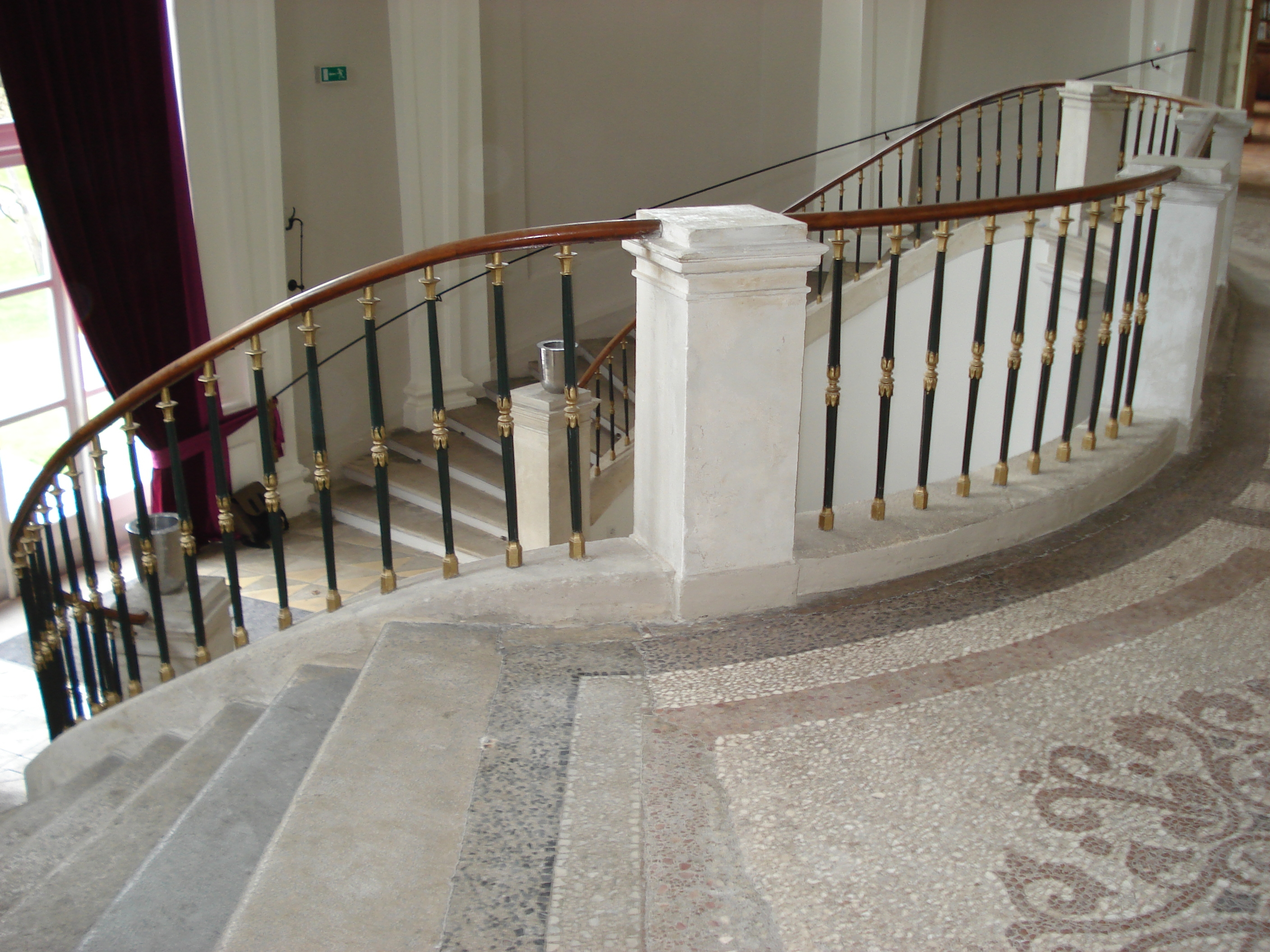
Treppe aus einem anderen Blickwinkel
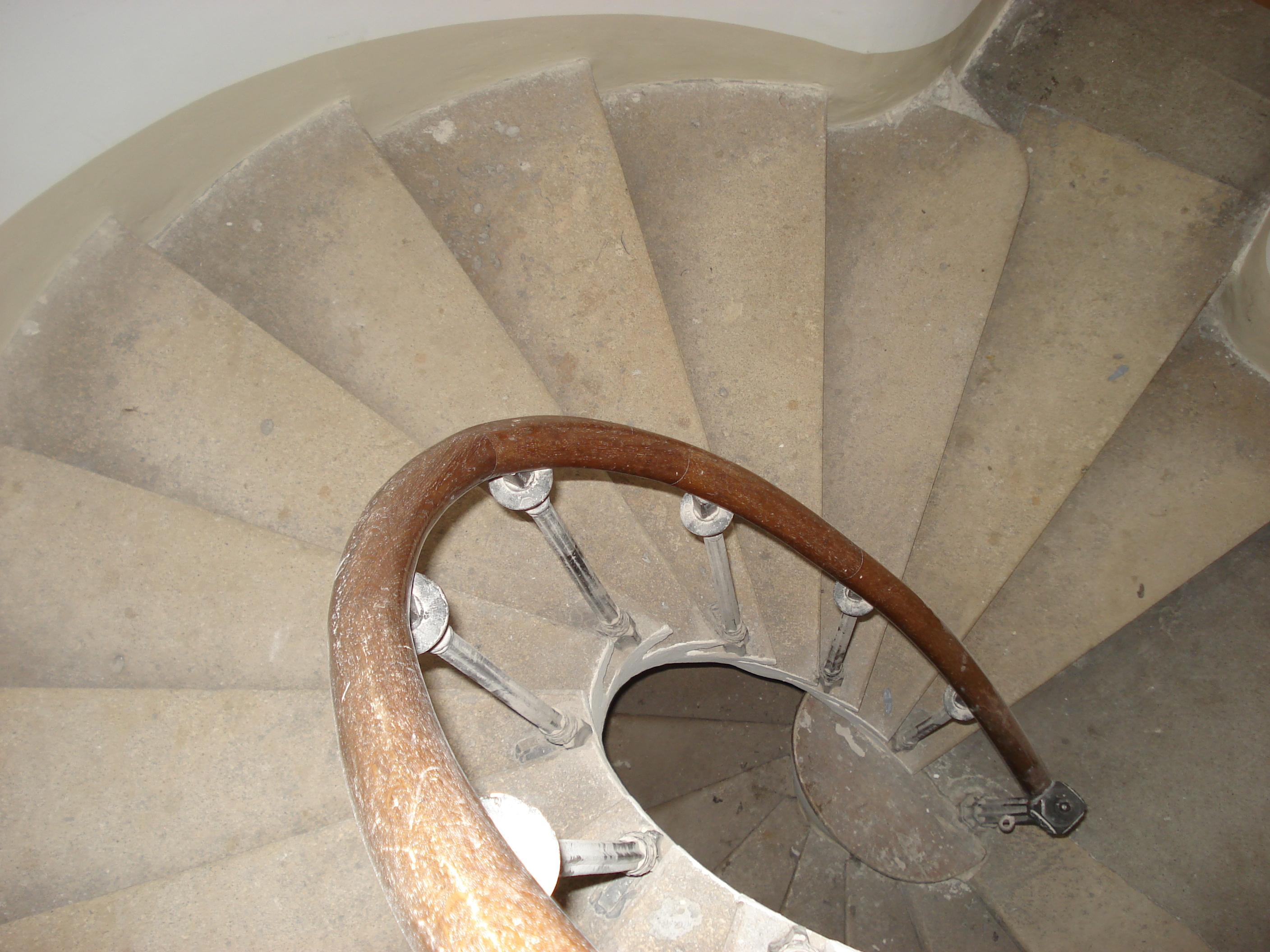
Schneckenstiege
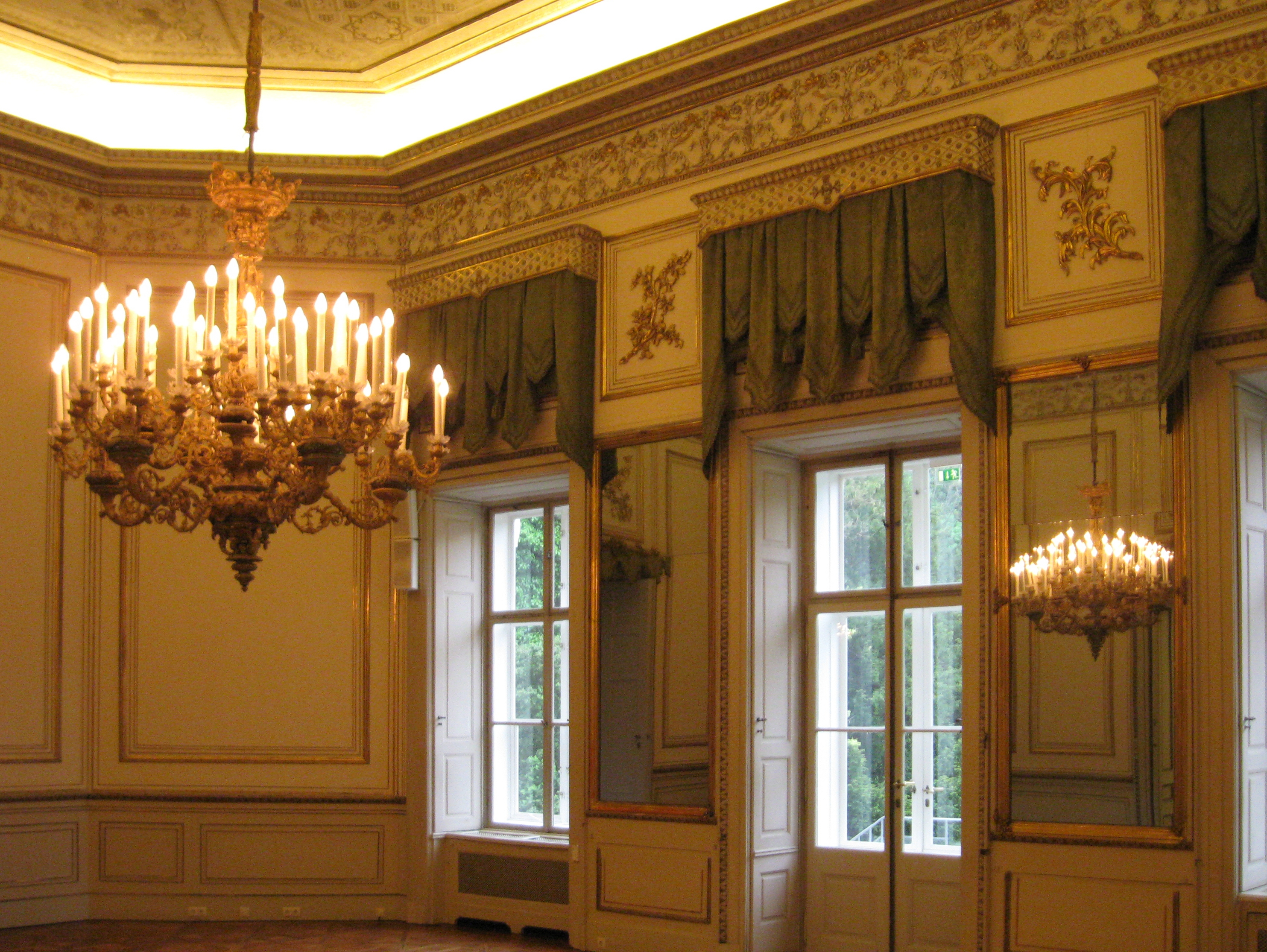
Prunksaal